# Aluvión de Chavín de 1945
El aluvión de Chavín de 1945 fue un alud que el 17 de enero de 1945 descendió por el río Huachecsa y afectó el área urbana de la ciudad peruana de Chavín, distrito de la provincia de Huari, en la región Áncash, en el que murieron al menos 500 personas.
El aluvión vino desde la quebrada Alhuina, a partir de un desprendimiento del nevado Huantsán, impactó en la laguna Arhuinyaraju, llegó y se juntó con las aguas de la laguna Carhuacocha para que se  desplazarse a lo largo de la cuenca del río Huachecsa o Mariash. Afectó principalmente el sitio arqueológico de Chavín de Huántar, destruyendo la Capilla Cruz de Mayo y el Museo de Sitio. El aluvión arrasó con las 155 piezas que albergaba y en años posteriores se han ido encontrando algunas de ellas.